# Conte di Harrington

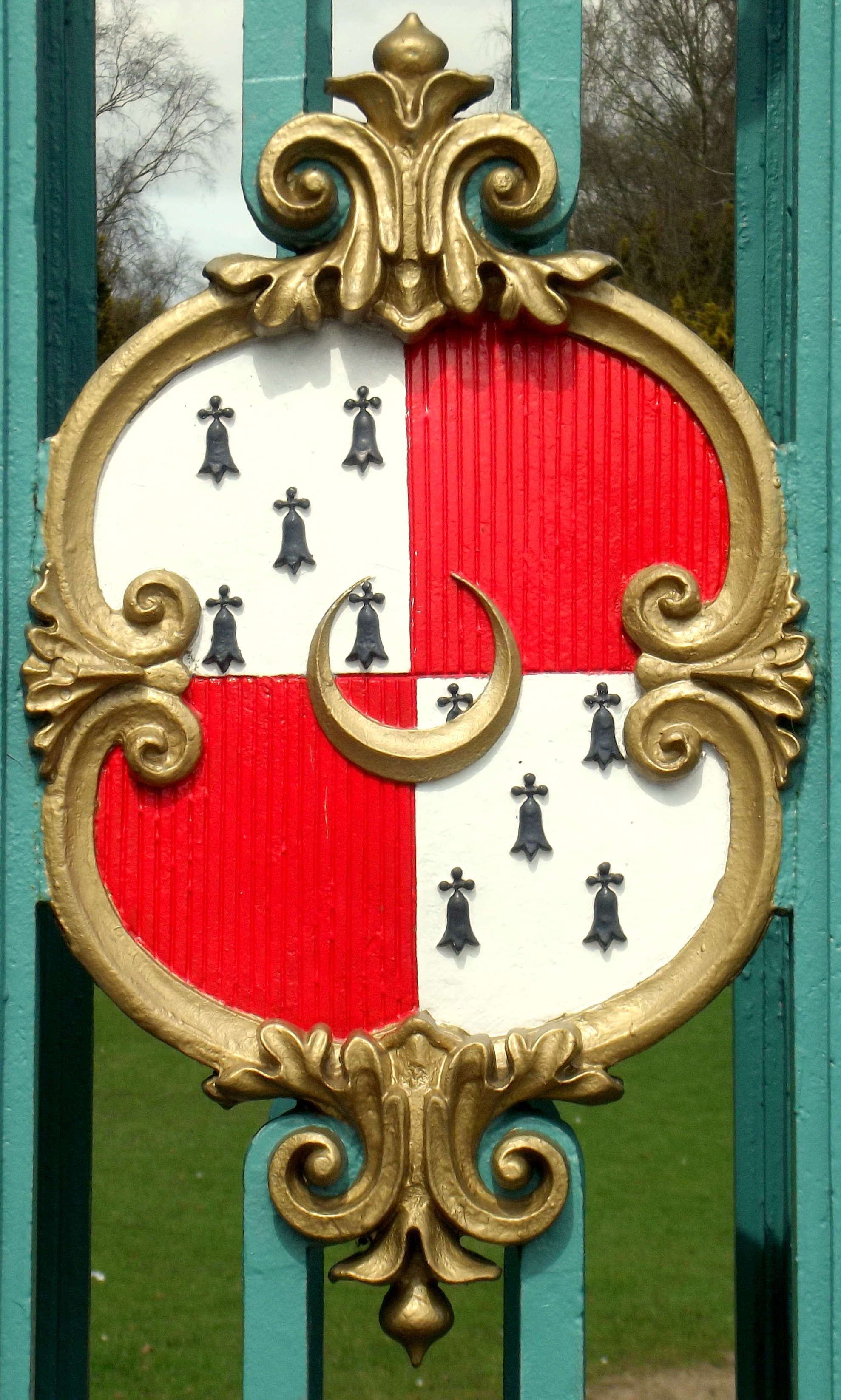
Stemma.

Conte di Harrington è un titolo in Pari d'Inghilterra. È stato creato nel 1742 per l'ex segretario di Stato e poi Lord Presidente del Consiglio, William Stanhope, I barone di Harrington. Era già stato creato barone di Harrington, nel 1730, e visconte Petersham.
Egli era figlio di John Stanhope di Elva e il pronipote di Sir John Stanhope di Elva, fratellastro minore di Philip Stanhope, I conte di Chesterfield (che era il nonno di James Stanhope, I conte Stanhope).
Egli venne succeduto dal figlio, il secondo conte. Egli era un generale dell'esercito e anche rappresentato Bury St Edmunds nella Camera dei Comuni. Suo figlio, il terzo conte, fu anch'egli un generale dell'esercito e si sedette come membro del Parlamento per Thetford e Westminster. Suo figlio maggiore, il quarto conte, e il figlio più giovane, il quinto conte, erano entrambi colonnelli nell'esercito. Gli succedette suo figlio, il sesto conte, nel 1866, che morì senza figli. Gli succedette il cugino di primo grado, il settimo conte.
Suo figlio maggiore, l'ottavo conte, era un giocatore di polo di successo. Gli succedette suo fratello minore, il nono conte. Suo nipote, l'undicesimo conte, succedette al padre nel 1929.
Nel 1967, l'undicesimo conte succedette anche come ottavo visconte Stanhope e ottavo barone di Stanhope alla morte del suo lontano parente James Stanhope, VII conte di Stanhope. A partire dal 2010, i titoli sono detenuti dal figlio l'undicesimo del conte, il dodicesimo conte, succeduto al padre nel 2009.
La residenza della famiglia era il Elvaston Castle, nel Derbyshire. La casa e i giardini sono attualmente di proprietà di Derbyshire County Council. Il quinto conte aveva una casa a Londra costruita su un terreno già appartenente a Kensington Palace: Harrington House rimasta alla famiglia fino alla prima guerra mondiale. Oggi è sede della ambasciata russa.
Serena Armstrong-Jones, viscontessa Linley, moglie di David Armstrong-Jones, visconte Linley, nipote della regina Elisabetta II, e membro della estesa famiglia reale britannica è la figlia del dodicesimo conte di Harrington.

## Conti di Harrington (1742)
- William Stahope, I conte di Harrington (1683-1756)
- William Stahope, II conte di Harrington (1719-1779)
- Charles Stanhope, III conte di Stanhope (1753-1829)
- Charles Stahope, IV conte di Harrington (1780-1851)
- Leicester Stahope, V conte di Harrington (1784-1862)
- Sidney Stahope, VI conte di Harrington (1845-1866)
- Charles Stahope, VII conte di Harrington (1809-1881)
- Charles Stahope, VIII conte di Harrington (1844-1917)
- Dudley Stahope, IX conte di Harrington (1859-1928)
- Charles Stahope, X conte di Harrington (1887-1929)
- William Stahope, XI conte di Harrington (1922-2009)
- Charles Stahope, XII conte di Harrington (1945)

L'erede è il figlio dell'attuale conte, William Henry Leicester Stanhope, visconte Petersham (1967).